# Borbás Edina
Borbás Edina (Hódmezővásárhely, 1980. február 27. –) magyar író, forgatókönyvíró, televíziós szerkesztő-műsorvezető, újságíró.

## Életrajz
A hódmezővásárhelyi Liszt Ferenc Ének-Zenei Általános Iskolába járt, utána a helyi Kossuth Zsuzsanna Szakközépiskola és Gimnáziumban érettségizett. A művészetekhez való vonzódása miatt elvégezte az ékszerbecsüsi szakmát, és évekig ékszerbecsüsként dolgozott. A Szegedi Tudományegyetem Juhász Gyula Pedagógia Kar, művelődésszervező szak, média szakirányán végzett 2005-ben.
2013-ban a szegedi Telin Televízió stúdióvezetője lett. Saját szerkesztésű műsorainak elismeréseképpen a Magyar Tudományos Akadémia Szegedi Akadémiai Bizottsága 2017-ben médiadíjjal jutalmazta. Saját szerkesztésű műsorain kívül dokumentumfilmek: Szegedi botlatókövek: Szegedi papucs; ismeretterjesztő filmek: Migráció története, Ükapáink nyomában, Természeti értékeink; és televíziós játékfilmek: Karácsony van Mi újság?, Radnóti, nekem szülőhazám, forgatókönyv írásán és rendezésén is dolgozott. A 25 DOLLARS című rövidfilm, melynek a forgatókönyvét írta, nemzetközi sikereket ért el.
2016-ban a Magyar Film Intézet reklám- és videóklip-rendezői szakát végezte el. 2018-ban otthagyta a Telin Televíziót, azóta szabadúszóként dolgozik, illetve a Recreation tudományos magazin rovatvezetőjeként publikál.
Első regénye 2013-ban Hullámok csapdája címmel jelent meg, melyet az év strandregényének aposztrofáltak. 2015-ben a Hullámok csapdája II. című második regénye folytatta a sort. 2018-ban Tündérmesék címmel mesekötete jelent meg, valamint a Kék Macska című regénye.

## Magánélet
Édesapja Borbás Lajos, édesanyja Kenéz Irma, nővére Borbás Erika musicalszínész, énekes. 2000-ben házasodott össze Nagy Richárddal, és 2003-ban született meg első gyermekük, Nagy Georgina. Második lányuk, Nagy Viktória 2007-ben látta meg a nagyvilágot.

## Saját szerkesztésű műsorai
- Könyvek között (mélyinterjúk)
- Szegedi Panoráma (közéleti magazin)
- Színház és zene (kulturális magazin)
- Zöld Szeged (közérdekű magazin)
- Frissítő (gasztronómiai magazin)
- Múzeumi mesék (ismeretterjesztő magazin)
- Szeretettel fűszerezve (gasztronómiai magazin)
- A zene nagykövetei (kulturális magazin)
- Zers (vers etűd gyerekeknek)
- Esti zene (komolyzenei etűd)
- Zenekövetelők (könnyűzenei magazin)

## Filmek[14]
- Radnóti Nekem szülőhazám… (2013, rövidfilm: Savária filmszemle díjazottja 2014-ben)[15]
- Szegedi Botlatókövek (2014, dok. film)
- Karácsony van! Mi újság? (2014, televíziós játékfilm)[16]
- Migráció Története (2015, ism. film)[17]
- Árpád Népe (2016, ism. film: Helyi Érték díj 2017-ben)
- Ükapáink nyomában (2016, ism. film)[18]
- Természeti értékeink 2016, ism. film)
- 25 DOLLARS (2017, rövidfilm) forgatókönyv[19]
- Zöldfény (2017, animációs film)
- Szegedi papucs (2018, riportfilm)[20]
- Zsák a csíkját (2019, riportfilm)[21]
- Mári, a nagy festő árnyékában (2020, rövidfilm)[22]

## Díjak
- 2014 Savaria filmszemle Kisjátékfilm kategória Nekem szülőhazám c rövidfilm: Különdíj
- 2017 Árpád Népe ism. film: Helyi Érték díj
- 2017 Magyar Tudományos Akadémia Szegedi Akadémiai Bizottság Média díjjal tüntetett ki.[23]
- 2018 (25DOLLARS): Los Angeles Film Awards, AAB International Film Festival
- 2018 (Szegedi Papucs) Kulturális Filmek Fesztiválja III. helyezés
- 2019 (25 dollár/25 Dollars) Magyar Filmhét, Kisjátékfilm kategória közönségdíj
- 2020 (Mári, a nagy festő árnyékában) Kulturális Filmek Fesztiválja, II. helyezés [24]

## Művei
- Hullámok csapdája I (Álomgyár 2013) ISBN 9786155252181
- Hullámok csapdája II (Álomgyár 2015) ISBN 9786155252372
- Tündérmesék (United PC 2018) ISBN 978-3-7103-2930-2
- Kék Macska (Álomgyár 2018) ISBN 9786155929076[25]
- A Szeráj (Álomgyár 2019) ISBN 9786156013729
- Zárva (Álomgyár 2020) ISBN 9786156145321